# Lingwistyczna analiza tekstów literackich
Analiza językowa – badanie utworów literackich za pomocą teorii i metod językoznawczych, w tym metod porównawczych (np. między różnymi utworami). Jej celem jest wyodrębnienie elementów składowych języka i ustalenie wzajemnych relacji między nimi. Bierze pod uwagę takie czynniki jak:
- słownictwo – np. zakres, powtarzalność, znaczenie,
- gramatyka – np. przestrzeganie zasad, złożoność, powtarzalność,
- składnia – np. sposób łączenia zdań, przechodzenie między wątkami,
- struktura – np. ułożenia elementów tekstu.

Do metod analizy językowej należą:
- metoda dystrybucyjna – badanie kontekstów, w których może wystąpić dany element języka (np. fonem czy grupa wyrazowa). Stworzona przez amerykańską szkołę strukturalistyczną.
- metoda transformacyjna – badanie za pomocą transformacji struktur językowych, np. strony biernej na stronę czynną.

## Metody komputerowe
Powstanie lingwistyki komputerowej i przetwarzania języka naturalnego w połączeniu z digitalizacją utworów literackich umożliwiło analizę językową z użyciem komputerów i big data.
Przykładami takich badań są np. badania nad przebiegiem napięcia emocjonalnego w utworach literackich lub szukanie struktur fraktalnych w tekście.
Pierwsze z nich zostały wykonane w latach 2015–2016 na University of Vermont na podstawie analizy słownictwa w 1327 anglojęzycznych utworach literackich zdigitalizowanych w ramach Projektu Gutenberg, mających przynajmniej 10 000 słów (w języku angielskim). Naukowcy wyznaczyli liczbę występującego słownictwa wyrażającego emocje pozytywne (szczęście) i negatywne (smutek) w przebiegu fabuły utworu.
Około 85% wszystkich przeanalizowanych utworów można było przypisać do jednego z sześciu przebiegów linii emocjonalnej (tworzących trzy przeciwstawne pary):
- linia z nędzy do bogactwa (mod +SV1) – narastanie – np. Zimowa opowieść, Wędrówka pielgrzyma
- linia tragedia (mod -SV1) – spadek – np. Romeo i Julia, Wyspa doktora Moreau
- linia człowiek w dołku (mod +SV2) – spadek i narastanie – np. Children of the Frost Jacka Londona, Justice Johna Galsworthy’ego
- linia Ikar (mod -SV2) – narastanie i spadek – np. Battle-Pieces and Aspects of the War Hermana Melville’a, Allan’s Wife and Other Tales Henry’ego Haggarda
- linia Kopciuszek (mod +SV3) – narastanie, spadek, narastanie – np. The Mystery of the Hasty Arrow Anny Green, The Shadow of the Rope Ernesta Hornunga
- linia Edyp (mod -SV3) – spadek, narastanie, spadek – np. O czym szumią wierzby Kennetha Grahame’a, This world is taboo Murraya Leinstera

Drugie badanie, koordynowane przez Instytut Fizyki Jądrowej PAN, dotyczyło analizy szyku i długości zdań 113 utworów napisanych w różnych językach (np. Finneganów tren, czy Fale Virginii Woolf). Wykazano, że w niemal każdym przypadku długość zdań w przebiegu fabuły ma strukturę fraktalną. W przypadku utworów pisanych tzw. strumieniem świadomości struktura fraktalna jest najwyraźniejsza, a czasem wykazuje multifraktalność.